# وزارة الأوقاف والشؤون الدينية (العراق)
وزارة الأوقاف والشؤون الدينية في العراق هي وزارة سابقة ملغاة، بعد احتلال العراق.

## وزراء الأوقاف في العهد الملكي
شغل منصب وزير الأوقاف في العهد الملكي الوزراء أدناه:
| التسلسل | الصورة | الاسم                     | الولادة والوفاة | فترة المنصب                                 | رئيس الوزراء               | ملاحظات            |
| ------- | ------ | ------------------------- | --------------- | ------------------------------------------- | -------------------------- | ------------------ |
| 1       |        | محمد علي فاضل             | 1867- 1935      | 11 تشرين الثاني 1920 - 16 تشرين الثاني 1922 | عبد الرحمن الكيلاني النقيب | وزير الأوقاف       |
| 2       |        | عبد اللطيف المنديل        | 1868 - 1940     | 20 تشرين الثاني 1922 - 26 تشرين الأول 1923  | عبد المحسن السعدون         | وزير الأوقاف       |
| 3       | -      | صبيح نشأت                 | ؟ - ؟           | 26 تشرين الأول 1923 - 27 تشرين الثاني 1923  | جعفر العسكري               | وكيل وزير الأوقاف  |
| 4       | -      | صالح باش أعيان العباسي    | 1874 - 1946     | 27 تشرين الثاني 1923 - 2 أب 1924            | جعفر العسكري               | وزير الأوقاف       |
| 5       | -      | إبراهيم الحيدري           | 1865 - 1931     | 2 آب 1924 - 26 حزيران 1925                  | ياسين الهاشمي              | وزير الأوقاف       |
| 6       | -      | حمدي عبد الوهاب الباجه جي | 1887 - 1948     | 26 حزيران 1925 - ؟                          | عبد المحسن السعدون         | وزير الأوقاف       |
| 7       | -      | محمد أمين عالي باش أعيان  | 1875-1928       | 21 تشرين الثاني 1926 - 1928؟                | جعفر العسكري               | وزير الأوقاف       |
| 8       | -      | أحمد الداود               | 1871 - 1948     | 24 كانون الثاني 1928 - 20 كانون الثاني 1929 | عبد المحسن السعدون         | وزير الأوقاف       |
| 9       |        | توفيق يوسف السويدي        | 1892 - 1968     | 28 نيسان 1929 - ؟                           | توفيق يوسف السويدي         | وزير الأوقاف وكالة |

## مديرية الأوقاف العامة
في عام 1929، ألغي منصب وزير الأوقاف، وحلت محل الوزارة مديرية الأوقاف العامة. وقد ارتبطت هذه المديرية برئيس الوزراء باعتباره الوزير المسؤول للأوقاف وقد عين عدة مديرين عامين لادارة هذه المديرية أمثال:
- رؤوف الكبيسي
- حسن رضا
- جلال خالد
- عبد الرحمن خضر
- خليل إسماعيل
- موسى كاظم آل شاكر في تشرين الثاني 1950.
- جميل الوادي
- تحسين علي
- محمد شفيق العاني
- محمد بهجة الأثري
- نوري القاضي

## وزراء العهد الجمهوري
صدر مجدداً نظام وزارة الأوقاف رقم 25 لسنة 1964 وشكلت وزارة الأوقاف وكان السيد مصلح النقشبندي وزيرا لها.
| التسلسل | الصورة | الاسم                       | الولادة والوفاة | فترة المنصب                         | رئيس الوزراء      | ملاحظات                                   |
| ------- | ------ | --------------------------- | --------------- | ----------------------------------- | ----------------- | ----------------------------------------- |
| 10      | -      | مصلح بهاء الدين النقشبندي   | 1916 - 1996     | 21 تشرين الثاني 1963 - 12 آذار 1964 | طاهر يحيى         | وزير الدولة لشؤون الأوقاف ثم وزير الأوقاف |
| 11      | -      | عبد الرحمن محمد خالد القيسي | 1920- 2003      | 6 أيلول 1965 - 15 أيلول 1965        | عارف عبد الرزاق   | وزير الأوقاف بالوكالة                     |
| 12      | -      | خضر عبد الغفور              | 1917 - ؟        | 21 أيلول 1965 - 1966                | عبد الرحمن البزاز | وزير الأوقاف بالوكالة                     |

وفي 26 حزبران 1966، صدر نظام الأوقاف رقم 18 الذي ألغى وزارة الأوقاف وأصبحت رئاسة ديوان الأوقاف وأصبح رئيسها الأعلى رئيس الوزراء وكان رئيس الوزراء في ذلك وقت الدكتور عبد الرحمن عبد اللطيف البزاز.
وقد تولى مجموعة من وزراء الدولة الإشراف على إدارة الأوقاف في هذه الفترة منهم فؤاد عارف ومصلح النقشبندي وحمودي مهدي والدكتور عبد الكريم زيدان وحمد دلي الكربولي أما رؤوساء الديوان فهم حبيب الفتيان وسامي باش عالم ونافع قاسم.
| التسلسل | الصورة | الاسم                            | الولادة والوفاة             | فترة المنصب                                 | رئيس الوزراء                              | ملاحظات                                                 |
| ------- | ------ | -------------------------------- | --------------------------- | ------------------------------------------- | ----------------------------------------- | ------------------------------------------------------- |
| 13      | -      | حمودي مهدي                       | ؟ - ؟                       | 26 شباط 1968 - 17 تموز 1968                 | طاهر يحيى                                 | وزير الدولة لشؤون الأوقاف                               |
| 14      |        | عبد الكريم زيدان                 | 1917 - 2014                 | 18 تموز 1968 - 30 تموز 1968                 | عبد الرزاق النايف                         | وزير الدولة مشرف على الأوقاف                            |
| 15      | -      | حمد دلي أحمد الكربولي            | 1924 - ؟                    | 31 تموز 1968 - ؟                            | أحمد حسن البكر                            | وزير الدولة مشرف على الأوقاف                            |
| 16      | -      | أحمد عبد الستار الجواري          | 1924 - 1988                 | 31 تموز 1968 - 13 تشرين الثاني 1979         | أحمد حسن البكر، صدام حسين                 | وزير الدولة لشؤون الأوقاف ثم وزيرا للأوقاف منذ عام 1976 |
| 17      | -      | نوري فيصل شاهر الحديثي           | 1942 - ؟                    | 13 تشرين الثاني 1979 - 14 كانون الثاني 1981 | صدام حسين                                 | وزير الأوقاف والشؤون الدينية                            |
| 18      | -      | عبد الغني عبد الغفور سعيد العاني | ؟ - ؟                       | 14 كانون الثاني 1981 - 28 حزيران 1982       | صدام حسين                                 | وزير الأوقاف والشؤون الدينية                            |
| 19      | -      | عبد الله فاضل عباس السامرائي     | 1943 - 12 كانون الثاني 1997 | 28 حزيران 1982 - 5 أيلول 1993               | صدام حسين، سعدون حمادي، محمد حمزة الزبيدي | وزير الأوقاف والشؤون الدينية                            |
| 20      | -      | عبد المنعم أحمد صالح التكريتي    | 1943 - ؟                    | 5 أيلول 1993 - 2003                         | أحمد حسين خضير، صدام حسين                 | وزير الأوقاف والشؤون الدينية                            |

وبعد دخول الغزو الأمريكي على البلاد، تقرر تجزئة الوزارة إلى 3 دواوين مرتبطة برئاسة الوزراء:
1. ديوان الوقف السني
2. ديوان الوقف الشيعي
3. ديوان الطوائف الأخرى